# Micromonodes leucosticta
Micromonodes leucosticta är en fjärilsart som beskrevs av William Schaus 1914. Micromonodes leucosticta ingår i släktet Micromonodes och familjen nattflyn. Inga underarter finns listade i Catalogue of Life.